# Kagalagere, Holalkere
Kagalagere là một làng thuộc tehsil Holalkere, huyện Chitradurga, bang Karnataka, Ấn Độ.